# Czynadijewo II
Czynadijewo II (ukr. Чинадієво II, ros. Чинадиево II, węg. Szentmiklós) – przystanek kolejowy w miejscowości Czynadijowo, w rejonie mukaczewskim, w obwodzie zakarpackim, na Ukrainie. Leży na linii Lwów – Stryj – Batiowo – Czop.
Przed II wojną światową istniała w tym miejscu stacja kolejowa.